# Río Nechí
Río Nechí är ett vattendrag i Colombia.   Det ligger i departementet Antioquía, i den nordvästra delen av landet, 300 km norr om huvudstaden Bogotá.